# Hyposidra rauca
Hyposidra rauca là một loài bướm đêm trong họ Geometridae.